# Phare de Ragaciems
Le nouveau phare de Ragaciems (en letton : Ragaciema bāka) est un phare actif qui est situé à Ragaciems dans la région de Vidzeme en Lettonie. Il est géré par les autorités portuaires de Riga.

## Histoire
Le nouveau phare a été construit en 1960, à l'ouest de Riga, sur le golfe de Riga. Il a remplacé l'ancienne balise, une tourelle carrée en béton de 5 m de haut qui se trouve désormais sur la plage.

## Description
Le phare en activité est une tour carrée métallique à claire-voie de 30 mètres de haut qui se trouve en retrait de la plage derrière les arbres. Le haut est recouvert de lattes rouges qui servent de balise de jour. Son feu isophase émet à une hauteur focale de 37 mètres, un éclat blanc toutes les 2 secondes. Sa portée nominale est de 16 milles nautiques (environ 30 km).
Identifiant : ARLHS : LAT-025 - Amirauté : C-3502 - NGA : 12252 - Numéro Lettonie : UZ-335 .

## Caractéristique duFeu maritime
Fréquence : 2 secondes (W)
- Lumière : 1 seconde
- Obscurité : 1 seconde

|               |
| Golfe de Riga |

|                             |
| L'ancien phare de Ragaciems |

### Lien connexe
- Liste des phares de Lettonie